# Cot Punti (Seunagan Timur)
Cot Punti is een bestuurslaag in het regentschap Nagan Raya van de provincie Atjeh, Indonesië. Cot Punti telt 232 inwoners (volkstelling 2010).